# Pielinen
63°15′0″N 29°40′0″Ø / 63.25000°N 29.66667°Ø
Pielinen (også kaldt Pielisjärvi) er den fjerde største sø i Finland. Søen ligger i landskapet Norra Karelen og er delt mellem kommunerne Nurmes, Lieksa, Juga og Joensuu. Den har et areal på 894 km², og højden over havet er 94 m. Gennemsnitsdybden er under 10 m. 
Floderne  Koitajoki og Lieksanjoki løber ud i Pielinen. Indersøen har sit udløb i Pielisjoki-floden.
Ved vestbredden af Pielinen ligger Koli Nationalpark. 
Asteroiden 1536 Pielinen er opkaldt efter søen.